# Žerovinci
Žerovinci (prekm. Žerouvinci) – wieś w Słowenii, w gminie Ormož. 1 stycznia 2018 liczyła 274 mieszkańców.